# Dva igrača s klupe (2005.)
Dva igrača s klupe, hrvatski dugometražni film iz 2005. godine.